# Kirche Franzburg

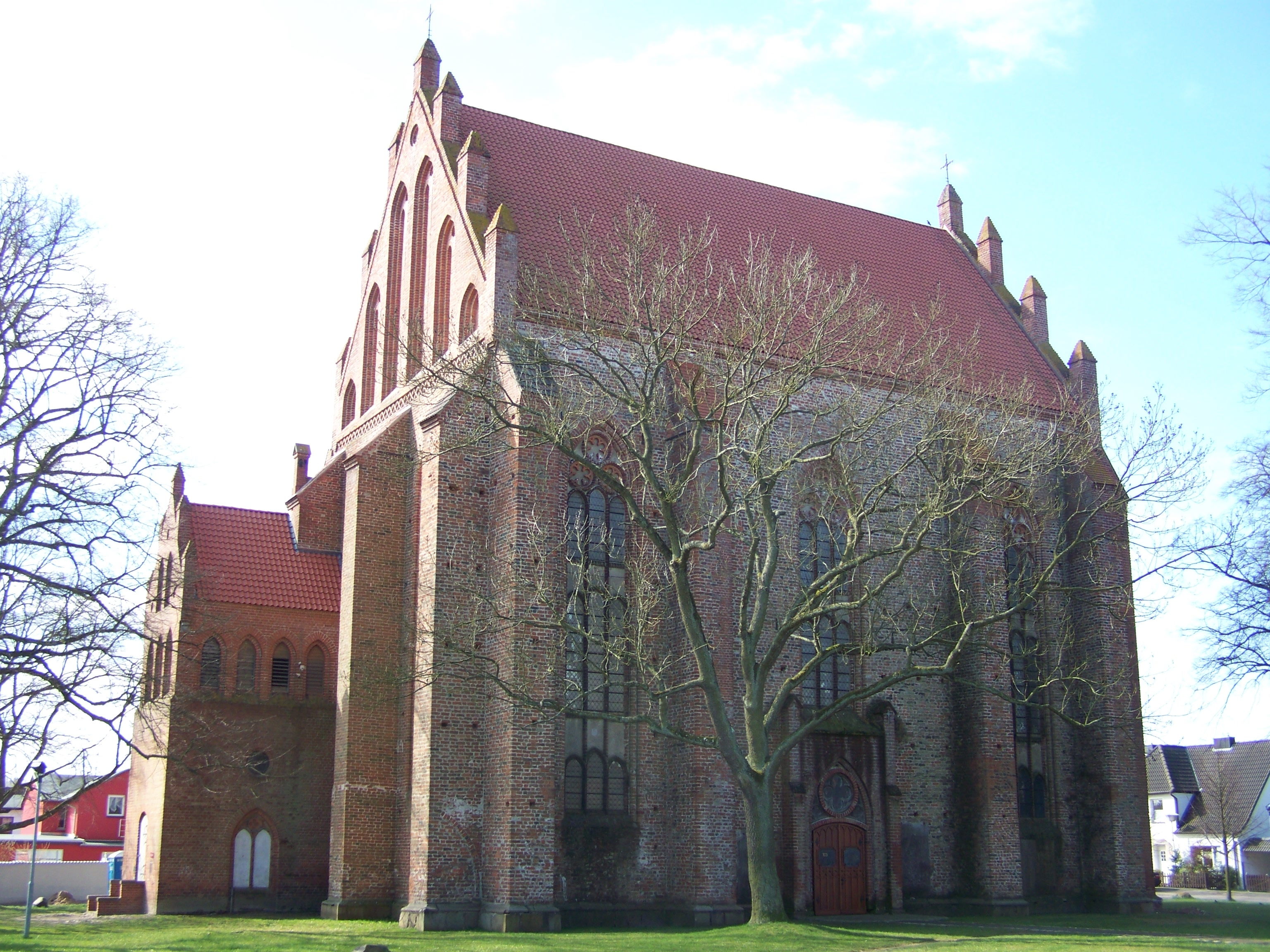
Kirche Franzburg

Die Kirche Franzburg ist ein Kirchengebäude in der Stadt Franzburg im Landkreis Vorpommern-Rügen. Sie ging aus einem Seitenflügel der ehemaligen Abteikirche des Zisterzienserklosters Neuenkamp hervor, der in der zweiten Hälfte des 16. Jahrhunderts zur Schlosskirche umgebaut wurde. Sie gehört heute zur Evangelischen Kirchengemeinde Franzburg in der Propstei Stralsund des Pommerschen Evangelischen Kirchenkreises der Evangelisch-Lutherischen Kirche in Norddeutschland.

## Geschichte

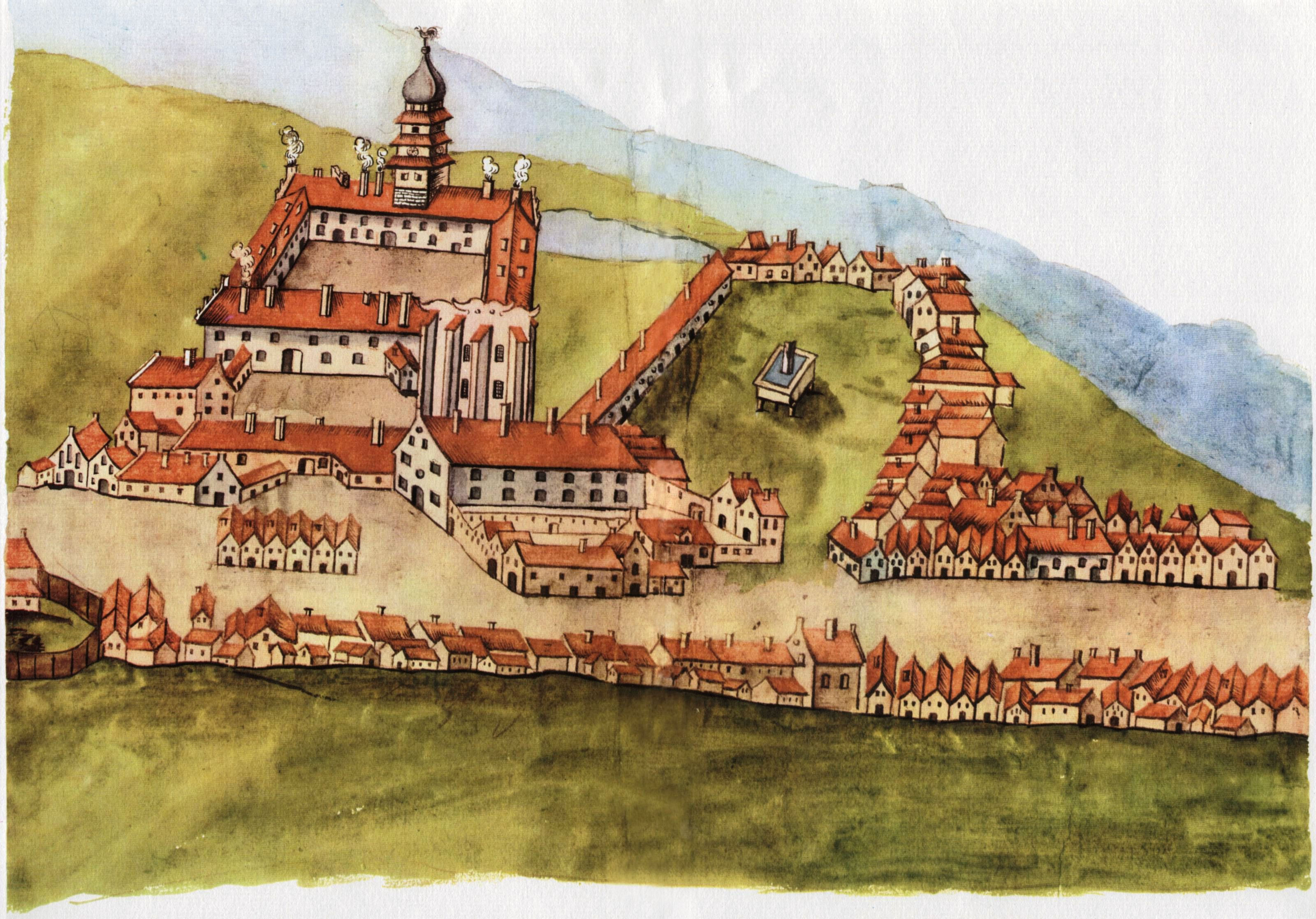
Ansicht von Franzburg um 1615 in der Stralsunder Bilderhandschrift. Die Kirche ist an den Strebepfeilern zu erkennen.

Die zwischen 1280 und 1330 errichtete Klosterkirche des Klosters Neuenkamp wurde nach der Säkularisation des Klosters 1535 bis 1561 weitgehend abgebrochen. Herzog Bogislaw XIII. ließ ab 1580 anstelle der Klosterkirche einen vierflügeligen Schlossbau errichten. Darin bildete der erhalten gebliebene südliche Querhausarm der Klosterkirche den östlichen Teil des Südflügels und wurde ab 1583 zur protestantischen Schlosskirche ausgebaut. Als Vorbild diente die Schlosskirche zu Stettin. Anfangs hatte nur der herzogliche Hof Zugang zur Schlosskirche. Der jeweilige Pfarrer von Wolfsdorf wurde Hofprediger. Wenige Jahre später wurde in der Nähe eine Handwerkersiedlung gegründet, die Franzburg genannt wurde und 1587 Stadtrecht erhielt. Die Stadtgemeinde nutzte bis 1618, zuletzt immer seltener, eine vor dem ehemaligen Kloster gelegene Kapelle für Gottesdienste. Nachdem der Herzog bereits 1605 Franzburg als ständige Residenz aufgegeben hatte, worauf der Niedergang der Stadt einsetzte, waren Stadt- und Hofgemeinde ineinander aufgegangen. Während des Dreißigjährigen Krieges wurde das ab 1628 von kaiserlichen Truppen besetzte Franzburger Schloss zerstört und schließlich um 1660 zur Baumaterialgewinnung abgetragen. Nur die Schlosskirche blieb erhalten, die inzwischen zur Stadtkirche geworden war.
Während des Großen Nordischen Krieges erlitt die Kirche 1712 bei der Plünderung und Verwüstung der Stadt schwere Schäden.
Nach der Besetzung Schwedisch-Pommerns durch napoleonische Truppen 1806 nutzten diese die Kirche als Stroh- und Heumagazin. 1816 wurde die Franzburger Kirche zur Mutterkirche der Wolfsdorfer Kirche bestimmt. Es wurden Instandsetzungsarbeiten begonnen, bei denen die Kirche eine neue Kanzel erhielt.
In den Jahren 1876/1877 erfolgte unter Michael Lübke eine Instandsetzung mit umfassender Umgestaltung des Äußeren in neugotischen Formen. Die bisherigen, zuvor vom oberen, nun abgebrochenen Mauerkranz verdeckten sieben parallelen Flachdächer wurden durch ein hohes Satteldach ersetzt. Im Rahmen der Arbeiten wurden durch den Bauführer Walter erste Rekonstruktionsversuche der ehemaligen Querschiffanlage vorgelegt.
Eine notwendige, bereits detailliert geplante, umfangreiche Renovierung wurde 1939 durch den Beginn des Zweiten Weltkriegs verhindert. Bis 1968 waren die Schäden, besonders des Daches, so groß geworden, dass die Gottesdienste ins Gemeindehaus verlegt werden mussten.
Im Herbst 1970 konnte mit Wiederherstellungsarbeiten begonnen werden, für die die Volkswerft Stralsund kostenlos ein Baugerüst zur Verfügung stellte. Das Mauerwerk mit den Strebepfeiler und dem Gesims wurde saniert. Die Neueindeckung des Daches wurde im Juli 1972 und die Sanierung der beiden Giebel 1972 abgeschlossen. Die Glaserarbeiten an den Fenstern dauerten noch bis 1976 an. 1978 wurde mit der Wiederherstellung und Neugestaltung des Innenraumes begonnen, wobei die neugotische Ausstattung aus dem 19. Jahrhundert entfernt wurde. 1981 wurden im Erdgeschoss die Arkaden unter den Seitenemporen geöffnet. Die Sanierungsarbeiten wurden am 5. Mai 1985 mit einem Festgottesdienst abgeschlossen.
In den 1990er Jahren verschlechterte sich der bauliche Zustand der Kirche zusehends. 2003 und 2006 wurde das Dach erneuert. Zwischen 2010 und 2012 wurden umfangreiche Sanierungsarbeiten durchgeführt, die zu einem großen Teil wegen der Einstufung der Kirche als Denkmal nationaler Bedeutung aus dem Konjunkturpaket II finanziert wurden.

## Gebäude

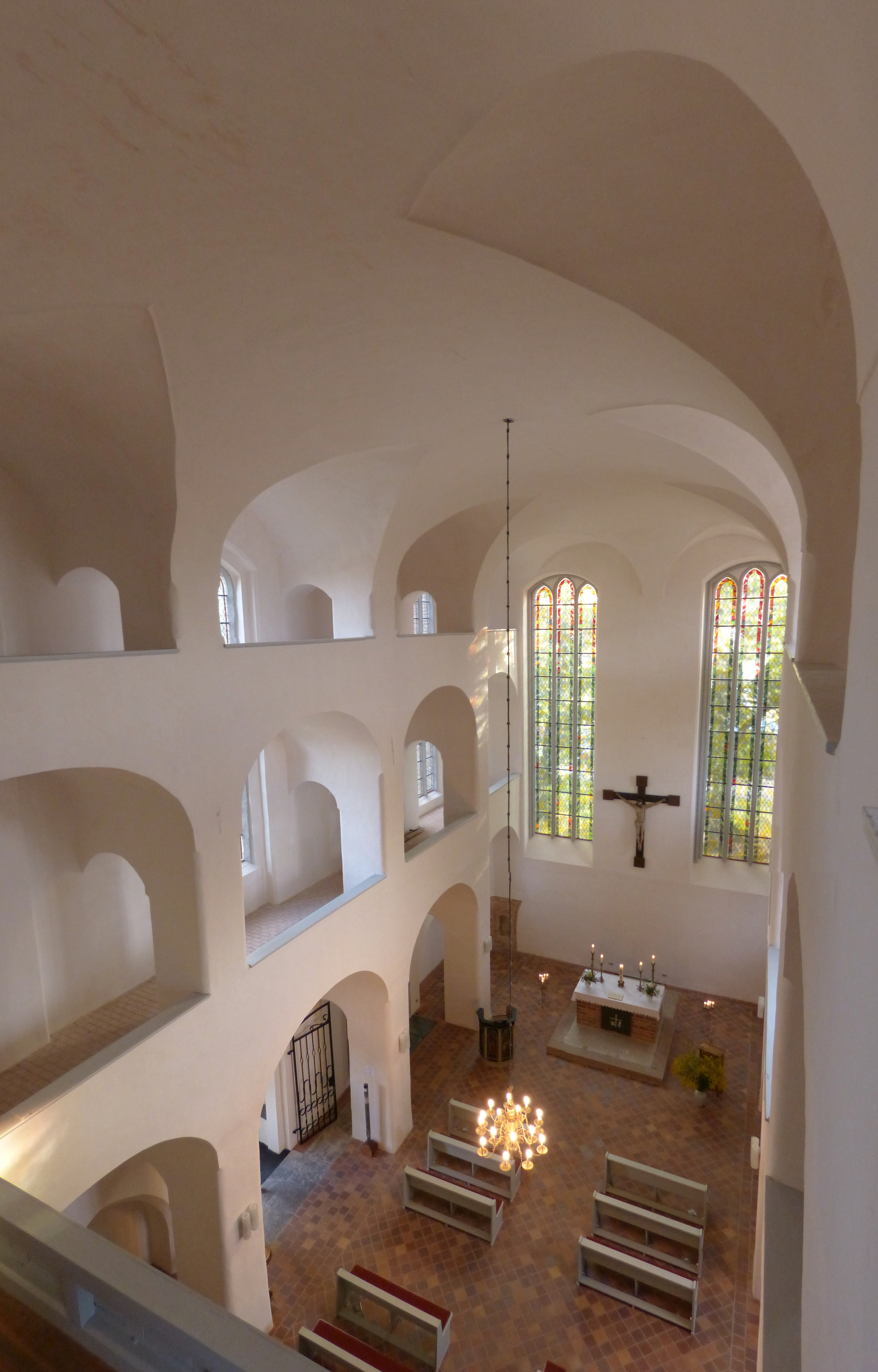
Blick ins Innere der Kirche

Die Kirche ist ein rechteckiger Backsteinbau, dessen Außenwände durch Strebepfeiler gegliedert sind. Die Nordseite wurde zwischen den erhaltenen Achteckpfeilern der Klosterkirche in Renaissanceformen geschlossen. An den Schmalseiten im Westen und Osten befinden sich über Maßwerkfriesen neugotische von Fialen bekrönte Giebel mit gestaffelten zweiteiligen Spitzbogenblenden.
Die mit profilierten Laibungen ausgeführten Spitzbogenfenster im Westen sind zugesetzt. Daran angelehnt wurden die Spitzbogenfenster bei der Restaurierung 1876/1877 an der Süd- und Ostseite rekonstruiert. Analog wurden die Fenster der Nordwand geformt, die neugotisches Maßwerk erhielten. Die Ostfenster wurden 2012 durch den Berliner Glasdesigner Ralf-Udo Slama neu gestaltet.
Das westliche Spitzbogenportal ist vermauert, das nördliche befindet sich in einer Wandvorlage aus der Mitte des 19. Jahrhunderts.
An der Westseite tritt ein Treppenturm halbrund hervor.
Ein zweigeschossiger Sakristeianbau befindet sich an der Ostseite. Er stammt wahrscheinlich aus dem 17. Jahrhundert und wurde bei der Umgestaltung 1876/1877 stark verändert.
Vor den Längswänden befinden sich im Inneren zwei übereinander liegende Reihen massiver Emporen mit segmentbogigen Öffnungen im Erd- und Obergeschoss und Quertonne. Nach außen gerückt sind die rundbogigen Durchgänge in den kurzen Trennwänden. Über dem Kirchenschiff befindet sich ein Tonnengewölbe mit Stichkappen.

## Ausstattung

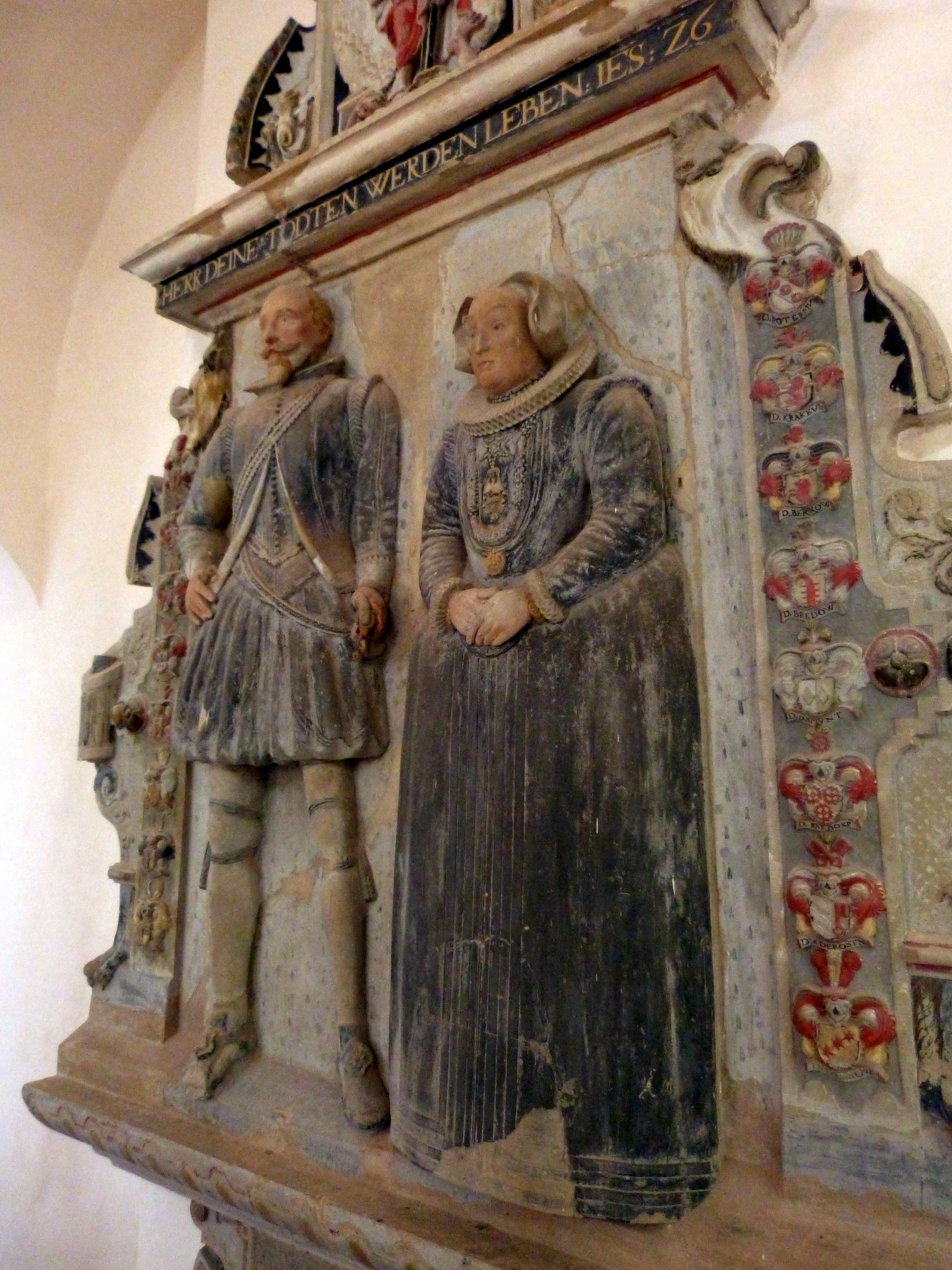
Epitaph des Ehepaars Berglasen

- Der Kanzelkorb wurde Anfang des 17. Jahrhunderts hergestellt. Er stammt aus der Kirche Deyelsdorf und ist vor den Kanten mit kannelierten toskanischen Pilastern versehen. In seinen Rundbogenarkaden befinden sich gemalte Darstellungen der Evangelisten.
- Aus der Kirche Rakow stammt die auf 1697 datierte Taufe aus Holz. Sie besitzt einen kelchförmigen Ständer, an dessen Schaft sich Engelputten befinden. Die Kuppa ist mit Engelshermen und Akanthusschnitzereien verziert.
- In der Werkstatt des Stralsunder Bildschnitzers Elias Keßler wurde um 1723 das Kruzifix gefertigt. Seine Bruchstücke wurden 1931 auf dem Dachboden gefunden. Nach der Restaurierung wurde es zwischen den Chorfenstern aufgehängt.[3]
- Unter der südlichen Empore befindet sich eine auf die Zeit um 1430 datierte Mondsichelmadonna mit zwei Engelsfiguren zu ihren Füßen. Die 125 Zentimeter hohe Skulptur stellt die Muttergottes mit dem Jesuskind in den Armen auf einer Mondsichel dar.
- Das Geläut in der Sakristei besteht aus zwei Glocken. Die ältere wurde 1717 von Heinrich Schmidt in Stettin gegossen, die jüngere 1842 in der Stralsunder Glockengießerei Simon Zach.
- Ein Epitaph aus Sandstein für Andreas Berglase († 4. Januar 1615 in Franzburg) aus Teschvitz und seine Frau Clara Rotermund befindet sich auf der ersten nördlichen Empore. Die Witwe des im Alter von 42 Jahren verstorbenen Landrentmeisters Berglase ließ das fast vier Meter hohe Denkmal für ihren verstorbenen Gatten aufstellen, der in der Kirche begraben worden war. Im Hauptfeld ist das Ehepaar als lebensgroße Figuren in zeitgenössischer Kleidung flach erhaben dargestellt. An beiden Seiten befinden sich jeweils senkrecht angeordnete Wappenpilaster. Ein ädikulaartiger Aufsatz zeigt den auferstandenen Christus.
- An der nördlichen Außenwand waren bis 2009 zwei mittelalterliche Grabplatten von Äbten des Klosters Neuenkamp angebracht. Westlich der Tür befindet sich die Grabplatte für den Abt Heinrich Witte († 1518), östlich die für den Abt Valentin († 1529). Die Verstorbenen sind als überlebensgroße Gestalten in den beiden Kalksteinplatten mit geritzter Binnenzeichnung ausgegründet. Wahrscheinlich befanden sich beide Grabplatten bis zum 19. Jahrhundert im Fußboden der ehemaligen Klosterkirche, bevor sie während der Restaurierungsphase von 1867/77 an der Außenmauer angebracht wurden.[5] Seit Abschluss der Arbeiten werden sie im Inneren der Kirche präsentiert.[6]

## Orgel
Anstelle der seit 1968 abgängigen Orgel von 1848 aus der Werkstatt des Stralsunder Orgelbauers Johann Friedrich Nerlich erhielt die Kirche 2007 eine Paul-Rother-Orgel. Diese Orgel wurde wahrscheinlich bauartbedingt bereits um 1890 von dem Hamburger Orgelbaumeister Rother gebaut, sehr wahrscheinlich für eine andere Kirche mit Kuppelrückwand, worauf die Kröpfungen der längsten Pedalpfeifen hindeuten, bevor sie sich nachweisbar seit 1906 in der Anstaltskirche der Justizvollzugsanstalt Santa Fu Fuhlsbüttel befand. Diese Orgel gilt als eine der wenigen, ganz unverändert erhaltenen Orgeln des spätromantischen, norddeutschen Orgelbaus. Sie hat folgende Disposition:
| I Hauptwerk |            |       |
| 1.          | Bordun     | 16′   |
| 2.          | Prinzipal  | 8′    |
| 3.          | Gamba      | 8′    |
| 4.          | Hohlflöte  | 8′    |
| 5.          | Gemshorn   | 8′    |
| 6.          | Gedackt    | 8′    |
| 7.          | Oktave     | 4′    |
| 8.          | Mixtur III | 2 ⁄3′ |
| 9.          | Trompete   | 8′    |

| II Oberwerk |                  |     |
| 10.         | Stillgedackt     | 16′ |
| 11.         | Geigenprinzipal  | 8′  |
| 12.         | Flauto amabile   | 8′  |
| 13.         | Lieblich Gedackt | 8′  |
| 14.         | Salicional       | 8′  |
| 15.         | Aeoline          | 8′  |
| 16.         | Flauto traverso  | 4′  |
| 17.         | Waldflöte        | 2′  |

| Pedal |             |     |
| 18.   | Subbaß      | 16′ |
| 19.   | Violonbaß   | 16′ |
| 20.   | Oktavbaß    | 8′  |
| 21.   | Violoncello | 8′  |
| 22.   | Oktavbaß    | 4′  |

- Koppeln: II/I, I/P, II/P